# Serie A2 1986-1987 (pallacanestro maschile)
La Serie A2 1986-1987 è stata la 13ª edizione del secondo campionato italiano di pallacanestro maschile, con il nome di Serie A2, dopo la riforma del 1974. Concluso con la promozione in Serie A della Associazione Pallacanestro Treviso, Pallacanestro Firenze e tramite i play-off Pallacanestro Aurora Desio e Napoli Basket.

## Stagione

### Formula
Il campionato fu composto da 16 squadre, in un girone all'italiana con partite di andata e ritorno.  
Le prime due classificate avevano il diritto di partecipare ai play-off insieme alle prime dieci squadre classificate in serie A1, e furono inoltre promosse direttamente alla serie A1 1987-1988.
Le classificate dal 3º al 10º posto disputarono due gironi di spareggio insieme a quattro squadre di serie A1 (le classificate dall'11º al 14º posto): le prime 2 classificate di ogni girone vennero anch'esse promosse in serie A1.
Le ultime due classificate retrocessero direttamente in serie B1.

## Squadre Partecipanti
| Club               | Stagione | Città             | Stadio                               | Stagione precedente        |
| ------------------ | -------- | ----------------- | ------------------------------------ | -------------------------- |
| Corona Cremona     | ...      | Cremona           | Palasport Mario Radi                 | 2ª nel Girone A di Serie B |
| Aurora Desio       | ...      | Desio             | ...                                  | 5ª in Serie A2             |
| Fabriano Basket    | ...      | Fabriano          | PalaGuerrieri                        | 9ª in Serie A2             |
| Pall. Firenze      | ...      | Firenze           | Nelson Mandela Forum                 | 10ª in Serie A2            |
| Libertas Forlì     | ...      | Forlì             | ...                                  | 12ª in Serie A2            |
| Gorizia            | ...      | Gorizia           | ...                                  | 11ª in Serie A2            |
| Basket Mestre      | ...      | Mestre            | ...                                  | 13ª in Serie A2            |
| Napoli Basket      | ...      | Napoli            | Palazzetto dello sport Mario Argento | 16ª in Serie A1            |
| Pall. Pavia        | ...      | Pavia             | PalaRavizza                          | 8ª in Serie A2             |
| Libertas Pescara   | ...      | Pescara           | ...                                  | 2ª nel Girone B di Serie B |
| Viola R. Calabria  | dettagli | Reggio Calabria   | ...                                  | 13ª in Serie A1            |
| Sebastiani Rieti   | ...      | Rieti             | Palaloniano                          | 6ª in Serie A2             |
| Virtus P.S.Giorgio | ...      | Porto San Giorgio | PalaSavelli                          | 7ª in Serie A2             |
| Pall. Treviso      | dettagli | Treviso           | PalaVerde                            | 15ª in Serie A1            |
| Pall. Trieste      | ...      | Trieste           | ...                                  | 14ª in Serie A1            |
| Scaligera Verona   | ...      | Verona            | PalaOlimpia                          | 1ª nel Girone A di Serie B |

## Stagione regolare

### Classifica
|  | Pos. | Squadra                | Pt | G  | V  | P  | PtF  | PtS  |
|  | ---- | ---------------------- | -- | -- | -- | -- | ---- | ---- |
|  | 1.   | Benetton Treviso       | 44 | 30 | 22 | 8  | 2637 | 2402 |
|  | 2.   | Liberti Firenze        | 40 | 30 | 20 | 10 | 2651 | 2622 |
|  | 3.   | Pepper Mestre          | 40 | 30 | 20 | 10 | 2539 | 2407 |
|  | 4.   | Filanto Desio          | 36 | 30 | 18 | 12 | 2652 | 2531 |
|  | 5.   | Alfasprint Napoli      | 34 | 30 | 17 | 13 | 2720 | 2716 |
|  | 6.   | Annabella Pavia        | 32 | 30 | 16 | 14 | 2464 | 2429 |
|  | 7.   | Spondilatte Cremona    | 30 | 30 | 15 | 15 | 2642 | 2585 |
|  | 8.   | Jollycolombani Forlì   | 30 | 30 | 15 | 15 | 2627 | 2653 |
|  | 9.   | Standa Reggio Calabria | 28 | 30 | 14 | 16 | 2618 | 2607 |
|  | 10.  | Alno Fabriano          | 27 | 30 | 14 | 16 | 2475 | 2520 |
|  | 11.  | Fleming P.S.Giorgio    | 26 | 30 | 13 | 17 | 2391 | 2481 |
|  | 12.  | Facar Pescara          | 26 | 30 | 13 | 17 | 2430 | 2535 |
|  | 13.  | Corsatris Rieti        | 24 | 30 | 12 | 18 | 2446 | 2566 |
|  | 14.  | Segafredo Gorizia      | 22 | 30 | 11 | 19 | 2430 | 2535 |
|  | 15.  | Stefanel Trieste       | 22 | 30 | 11 | 19 | 2414 | 2496 |
|  | 16.  | Citrosil Verona        | 18 | 30 | 9  | 21 | 2575 | 2626 |

Legenda:

      Promossa direttamente in Serie A1 1987-1988.
      Partecipante ai Play-off.
      Spareggio retrocessione.
      Retrocesse in Serie B2.
 Promossa in Serie A1 1987-1988.
 Retrocessa in Serie B 1987-1988.

### Tabellone
|                        | NAP    | FBR    | PVA     | TVE    | VRN     | RIE    | PES   | DES     | PSG   | FOR     | FIR     | MST    | GOR     | CRE     | RCE     | TSE   |
| ---------------------- | ------ | ------ | ------- | ------ | ------- | ------ | ----- | ------- | ----- | ------- | ------- | ------ | ------- | ------- | ------- | ----- |
| Alfasprint Napoli      |        | 91–100 | 99–96   | 87–91  | 102–92  | 91–83  | 80–74 | 94–93   | 96–83 | 122–87  | 100–110 | 88–82  | 85–78   | 116–120 | 89–82   | 89–88 |
| Alno Fabriano          | 86–89  |        | 85–72   | 87–85  | 74–101  | 82–73  | 91–81 | 79–86   | 89–79 | 120–106 | 99–78   | 71–92  | 70–67   | 89–88   | 73–81   | 68–83 |
| Annabella Pavia        | 80–77  | 73–70  |         | 73–71  | 90–83   | 108–94 | 87–77 | 81–100  | 81–70 | 74–71   | 78–72   | 75–77  | 86–80   | 93–100  | 82–73   | 89–74 |
| Benetton Treviso       | 103–78 | 93–71  | 69–76   |        | 110–101 | 90–77  | 98–90 | 86–75   | 79–69 | 70–75   | 89–70   | 89–83  | 93–74   | 102–77  | 100–78  | 83–78 |
| Citrosil Verona        | 90–81  | 72–80  | 103–105 | 77–72  |         | 79–86  | 95–77 | 90–98   | 78–75 | 93–69   | 72–74   | 75–78  | 91–83   | 90–91   | 78–85   | 74–83 |
| Corsatris Rieti        | 76–80  | 93–82  | 77–70   | 89–88  | 89–84   |        | 75–83 | 80–85   | 72–78 | 89–91   | 82–75   | 73–84  | 86–88   | 77–98   | 84–79   | 76–75 |
| Facar Pescara          | 97–93  | 71–69  | 82–80   | 74–76  | 85–82   | 92–88  |       | 80–87   | 68–73 | 87–104  | 89–78   | 83–86  | 84–80   | 89–80   | 102–110 | 81–68 |
| Filanto Desio          | 95–81  | 74–75  | 85–79   | 85–86  | 77–86   | 87–71  | 95–74 |         | 90–95 | 107–84  | 92–89   | 87–84  | 96–86   | 87–80   | 101–92  | 93–80 |
| Fleming P.S.Giorgio    | 88–83  | 97–91  | 77–75   | 81–91  | 88–83   | 75–77  | 95–84 | 93–85   |       | 87–83   | 81–89   | 71–93  | 84–83   | 66–69   | 87–86   | 76–74 |
| Jolly Forlì            | 92–95  | 83–77  | 86–76   | 92–99  | 105–98  | 82–67  | 87–79 | 77–84   | 94–87 |         | 97–103  | 107–86 | 80–64   | 107–105 | 85–91   | 83–63 |
| Liberti Firenze        | 92–78  | 84–72  | 80–78   | 98–93  | 100–90  | 99–82  | 90–86 | 88–84   | 97–91 | 70–101  |         | 96–90  | 107–92  | 96–90   | 89–92   | 84–78 |
| Pepper Mestre          | 85–97  | 80–79  | 75–81   | 67–71  | 103–90  | 95–70  | 81–66 | 89–87   | 90–73 | 88–73   | 87–97   |        | 78–72   | 86–80   | 85–80   | 90–66 |
| Segafredo Gorizia      | 72–77  | 102–90 | 64–92   | 94–89  | 85–75   | 68–88  | 92–70 | 72–75   | 82–80 | 82–73   | 90–78   | 70–74  |         | 75–72   | 70–63   | 81–91 |
| Spondilatte Cremona    | 110–95 | 87–74  | 88–79   | 87–106 | 86–95   | 101–85 | 65–66 | 81–76   | 75–57 | 94–85   | 102–89  | 80–83  | 88–68   |         | 91–83   | 84–87 |
| Standa Reggio Calabria | 103–98 | 95–97  | 78–77   | 61–62  | 97–67   | 91–100 | 88–90 | 110–104 | 64–59 | 92–93   | 85–87   | 87–80  | 138–128 | 94–91   |         | 84–79 |
| Stefanel Trieste       | 88–89  | 64–85  | 92–78   | 78–103 | 98–91   | 86–87  | 62–69 | 89–82   | 80–76 | 104–75  | 82–92   | 73–88  | 82–88   | 90–82   | 79–76   |       |

## Post Season

### Play-off
Benetton Treviso e Liberti Firenze accedono ai play-off con le prime 10 di serie A1.

### Play-out di Serie A1
Due gironi da 6 squadre che si incontrano in partite di andata e ritorno. Vi partecipano le classificate dall'11º al 14º posto di serie A1, e le classificate dal 3º al 10º posto di A2. Le prime 2 classificate di ogni girone giocheranno la stagione 1987-88 in serie A1, le altre in serie A2.

#### Girone verde
Nessuna squadra del Girone verde viene promossa o retrocessa.

##### Classifica
|  | Pos. | Squadra             | Pt | G  | V | P | PtF | PtS |
|  | ---- | ------------------- | -- | -- | - | - | --- | --- |
|  | 1.   | Berloni Torino      | 16 | 10 | 8 | 2 | 905 | 838 |
|  | 2.   | Ocean Brescia       | 10 | 10 | 5 | 5 | 870 | 872 |
|  | 3.   | Alno Fabriano       | 10 | 10 | 5 | 5 | 841 | 855 |
|  | 4.   | Annabella Pavia     | 10 | 10 | 5 | 5 | 871 | 849 |
|  | 5.   | Pepper Mestre       | 10 | 10 | 5 | 5 | 825 | 817 |
|  | 6.   | Spondilatte Cremona | 4  | 10 | 2 | 8 | 808 | 889 |

Legenda:

      Promossa in Serie A1 1987-1988.
 Rimanente in Serie A1 1987-1988 e Serie A2 1987-1988.

##### Risultati
Risultati playout girone verde Archiviato il 10 novembre 2014 in Internet Archive.
| andata (1ª) | andata (1ª)                       | 1ª giornata                   | ritorno (6ª) | ritorno (6ª) |
|             |                                   |                               |              |              |
|             | 83-82                             | Ocean Brescia-Annabella Pavia | 86-88        |              |
| 80-83       | Spondilatte Cremona-Pepper Mestre | 62-67                         |              |              |
| 85-83       | Alno Fabriano-Berloni Torino      | 89-99                         |              |              |

| andata (2ª) | andata (2ª)                        | 2ª giornata                 | ritorno (7ª) | ritorno (7ª) |
|             |                                    |                             |              |              |
|             | 90-93                              | Pepper Mestre-Ocean Brescia | 89-96        |              |
| 83-86       | Annabella Pavia-Alno Fabriano      | 79-81                       |              |              |
| 102-79      | Berloni Torino-Spondilatte Cremona | 94-80                       |              |              |

| andata (1ª) | andata (1ª)                       | 1ª giornata                   | ritorno (6ª) | ritorno (6ª) |
|             |                                   |                               |              |              |
|             | 83-82                             | Ocean Brescia-Annabella Pavia | 86-88        |              |
| 80-83       | Spondilatte Cremona-Pepper Mestre | 62-67                         |              |              |
| 85-83       | Alno Fabriano-Berloni Torino      | 89-99                         |              |              |

| andata (2ª) | andata (2ª)                        | 2ª giornata                 | ritorno (7ª) | ritorno (7ª) |
|             |                                    |                             |              |              |
|             | 90-93                              | Pepper Mestre-Ocean Brescia | 89-96        |              |
| 83-86       | Annabella Pavia-Alno Fabriano      | 79-81                       |              |              |
| 102-79      | Berloni Torino-Spondilatte Cremona | 94-80                       |              |              |

| andata (3ª) | andata (3ª)                    | 3ª giornata                       | ritorno (8ª) | ritorno (8ª) |
|             |                                |                                   |              |              |
|             | 101-91                         | Ocean Brescia-Spondilatte Cremona | 84-87        |              |
| 81-83       | Alno Fabriano-Pepper Mestre    | 79-90                             |              |              |
| 83-92       | Annabella Pavia-Berloni Torino | 99-103                            |              |              |

| andata (4ª) | andata (4ª)                       | 4ª giornata                  | ritorno (9ª) | ritorno (9ª) |
|             |                                   |                              |              |              |
|             | 69-77                             | Ocean Brescia-Berloni Torino | 86-96        |              |
| 93-78       | Spondilatte Cremona-Alno Fabriano | 73-90                        |              |              |
| 75-82       | Pepper Mestre-Annabella Pavia     | 80-85                        |              |              |

| andata (3ª) | andata (3ª)                    | 3ª giornata                       | ritorno (8ª) | ritorno (8ª) |
|             |                                |                                   |              |              |
|             | 101-91                         | Ocean Brescia-Spondilatte Cremona | 84-87        |              |
| 81-83       | Alno Fabriano-Pepper Mestre    | 79-90                             |              |              |
| 83-92       | Annabella Pavia-Berloni Torino | 99-103                            |              |              |

| andata (4ª) | andata (4ª)                       | 4ª giornata                  | ritorno (9ª) | ritorno (9ª) |
|             |                                   |                              |              |              |
|             | 69-77                             | Ocean Brescia-Berloni Torino | 86-96        |              |
| 93-78       | Spondilatte Cremona-Alno Fabriano | 73-90                        |              |              |
| 75-82       | Pepper Mestre-Annabella Pavia     | 80-85                        |              |              |

| andata (5ª) | andata (5ª)                         | 5ª giornata                 | ritorno (10ª) | ritorno (10ª) |
|             |                                     |                             |               |               |
|             | 89-85                               | Alno Fabriano-Ocean Brescia | 83-87         |               |
| 102-81      | Annabella Pavia-Spondilatte Cremona | 88-82                       |               |               |
| 91-76       | Berloni Torino-Pepper Mestre        | 68-92                       |               |               |

| andata (5ª) | andata (5ª)                         | 5ª giornata                 | ritorno (10ª) | ritorno (10ª) |
|             |                                     |                             |               |               |
|             | 89-85                               | Alno Fabriano-Ocean Brescia | 83-87         |               |
| 102-81      | Annabella Pavia-Spondilatte Cremona | 88-82                       |               |               |
| 91-76       | Berloni Torino-Pepper Mestre        | 68-92                       |               |               |

#### Girone giallo
Nel Girone giallo Filanto Desio e Alfasprint Napoli sono promosse in serie A1, mentre Cantine Riunite Reggio Emilia e Yoga Bologna retrocedono in serie A2.

##### Classifica
|  | Pos. | Squadra                       | Pt | G  | V | P | PtF | PtS |
|  | ---- | ----------------------------- | -- | -- | - | - | --- | --- |
|  | 1.   | Alfasprint Napoli             | 14 | 10 | 7 | 3 | 894 | 874 |
|  | 2.   | Filanto Desio                 | 14 | 10 | 7 | 3 | 923 | 882 |
|  | 3.   | Yoga Bologna                  | 12 | 10 | 6 | 4 | 867 | 825 |
|  | 4.   | Cantine Riunite Reggio Emilia | 8  | 10 | 4 | 6 | 896 | 911 |
|  | 5.   | Standa Reggio Calabria        | 6  | 10 | 3 | 7 | 899 | 911 |
|  | 6.   | Jollycolombani Forlì          | 6  | 10 | 3 | 7 | 863 | 939 |

Legenda:

      Promossa in Serie A1 1987-1988.
 Rimanente in Serie A2 1987-1988.
 Promossa in Serie A1 1987-1988.
 Retrocessa in Serie A2 1987-1988.

##### Risultati
Risultati playout girone giallo Archiviato il 10 novembre 2014 in Internet Archive.
| andata (1ª) | andata (1ª)                                    | 1ª giornata                | ritorno (6ª) | ritorno (6ª) |
|             |                                                |                            |              |              |
|             | 74-75                                          | Yoga Bologna-Filanto Desio | 96-99        |              |
| 106-88      | Alfasprint Napoli- Jollycolombani Forli'       | 83-90                      |              |              |
| 74-83       | Standa Reggio Calabria-C.Riunite Reggio Emilia | 90-100                     |              |              |

| andata (2ª) | andata (2ª)                                  | 2ª giornata                     | ritorno (7ª) | ritorno (7ª) |
|             |                                              |                                 |              |              |
|             | 80-88                                        | Filanto Desio-Alfasprint Napoli | 83-87        |              |
| 98-91       | Jollycolombani Forli'-Standa Reggio Calabria | 81-93                           |              |              |
| 75-74       | C.Riunite Reggio Emilia-Yoga Bologna         | 91-114                          |              |              |

| andata (1ª) | andata (1ª)                                    | 1ª giornata                | ritorno (6ª) | ritorno (6ª) |
|             |                                                |                            |              |              |
|             | 74-75                                          | Yoga Bologna-Filanto Desio | 96-99        |              |
| 106-88      | Alfasprint Napoli- Jollycolombani Forli'       | 83-90                      |              |              |
| 74-83       | Standa Reggio Calabria-C.Riunite Reggio Emilia | 90-100                     |              |              |

| andata (2ª) | andata (2ª)                                  | 2ª giornata                     | ritorno (7ª) | ritorno (7ª) |
|             |                                              |                                 |              |              |
|             | 80-88                                        | Filanto Desio-Alfasprint Napoli | 83-87        |              |
| 98-91       | Jollycolombani Forli'-Standa Reggio Calabria | 81-93                           |              |              |
| 75-74       | C.Riunite Reggio Emilia-Yoga Bologna         | 91-114                          |              |              |

| andata (3ª) | andata (3ª)                              | 3ª giornata                        | ritorno (8ª) | ritorno (8ª) |
|             |                                          |                                    |              |              |
|             | 83-82                                    | Yoga Bologna-Jollycolombani Forli' | 75-82        |              |
| 96-80       | Standa Reggio Calabria-Alfasprint Napoli | 95-101                             |              |              |
| 85-92       | C.Riunite Reggio Emilia-Filanto Desio    | 84-105                             |              |              |

| andata (4ª) | andata (4ª)                                | 4ª giornata                         | ritorno (9ª) | ritorno (9ª) |
|             |                                            |                                     |              |              |
|             | 69-85                                      | Jollycolombani Forli'-Filanto Desio | 86-99        |              |
| 76-73       | Alfasprint Napoli- C.Riunite Reggio Emilia | 92-88                               |              |              |
| 62-74       | Standa Reggio Calabria-Yoga Bologna        | 85-89                               |              |              |

| andata (3ª) | andata (3ª)                              | 3ª giornata                        | ritorno (8ª) | ritorno (8ª) |
|             |                                          |                                    |              |              |
|             | 83-82                                    | Yoga Bologna-Jollycolombani Forli' | 75-82        |              |
| 96-80       | Standa Reggio Calabria-Alfasprint Napoli | 95-101                             |              |              |
| 85-92       | C.Riunite Reggio Emilia-Filanto Desio    | 84-105                             |              |              |

| andata (4ª) | andata (4ª)                                | 4ª giornata                         | ritorno (9ª) | ritorno (9ª) |
|             |                                            |                                     |              |              |
|             | 69-85                                      | Jollycolombani Forli'-Filanto Desio | 86-99        |              |
| 76-73       | Alfasprint Napoli- C.Riunite Reggio Emilia | 92-88                               |              |              |
| 62-74       | Standa Reggio Calabria-Yoga Bologna        | 85-89                               |              |              |

| andata (5ª) | andata (5ª)                                   | 5ª giornata                    | ritorno (10ª) | ritorno (10ª) |
|             |                                               |                                |               |               |
|             | 88-84                                         | Yoga Bologna-Alfasprint Napoli | 93-97         |               |
| 96-94       | Filanto Desio-Standa Reggio Calabria          | 109-119                        |               |               |
| 111-85      | C.Riunite Reggio Emilia-Jollycolombani Forli' | 106-109                        |               |               |

| andata (5ª) | andata (5ª)                                   | 5ª giornata                    | ritorno (10ª) | ritorno (10ª) |
|             |                                               |                                |               |               |
|             | 88-84                                         | Yoga Bologna-Alfasprint Napoli | 93-97         |               |
| 96-94       | Filanto Desio-Standa Reggio Calabria          | 109-119                        |               |               |
| 111-85      | C.Riunite Reggio Emilia-Jollycolombani Forli' | 106-109                        |               |               |

### Spareggio retrocessione
| Bologna 21 marzo 1987 | Gorizia | 83 – 76 referto | Pall. Trieste |  |

## Verdetti

### Squadre Promosse
- Promozioni in Serie A:

Benetton Treviso: Paolo Bortolon, Paolo Pressacco, Massimo Iacopini, Paolo Vazzoler, Giovanni Savio, Alberto Marietta, Fabio Morrone, Davide Croce, Federico Casarin, Kenneth Perry, Audie Norris, Massimo Minto. Allenatore: Riccardo Sales.
Liberti Firenze: Leonardo Vitellozzi, Francesco Varrasi, Piero Valenti, Nicola Morini, Piero Mandelli, Simone Leo, Roberto Giusti, Valerio Binotto, Massimo Bini, Stefano Andreani, Phil Hicks, John Ebeling, J.J. Anderson, Francesco Varrasi. Allenatore: Rudy D'Amico
Filanto Desio: Francesco Anchisi, Renzo Bariviera, Stefano Bramati, Massimo Codevilla, Claudio Crippa, Gianni Falzano, Bruce Flowers, Fabrizio Lussignoli, Luigi Mentasti, Federico Merlini, Giuseppe Motta, Guy Williams. Allenatore: Virginio Bernardi
Alfasprint Napoli: Marco Bonamico, Roberto Cordella, Russell Cross, Giovanni Dalla Libera, Giampaolo Di Lorenzo, Simone Lottici, Maurizio Ragazzi, Mark Smith, Marcel Starks, Brett Vroman, Allenatore: Arnaldo Taurisano

### Altri verdetti
- Retrocessioni: Stefanel Trieste, Citrosil Verona